# ISO 3166-2:CS
Die Liste der ISO-3166-2-Codes für Jugoslawien bzw. Serbien und Montenegro enthält die ehemaligen Codes für die beiden Republiken und die beiden autonomen Provinzen.
Die Codes bestehen aus zwei Teilen, die durch einen Bindestrich voneinander getrennt sind. Der erste Teil gibt den Landescode gemäß ISO 3166-1 („YU“ für Jugoslawien bzw. „CS“ für Serbien und Montenegro), der zweite den Code für die Republik oder die autonome Provinz wieder.

## Geschichte
Die Bundesrepublik Jugoslawien gliederte sich in die Republiken Montenegro und Serbien, zu Serbien gehörten die autonomen Provinzen Kosovo und Vojvodina. Mit dem Inkrafttreten einer neuen Verfassung im Februar 2003 nahm sie den Namen Serbien und Montenegro an. Im September 2003 wurde der Code „YU“ durch „CS“ ersetzt, die Codes für die Landesteile blieben unverändert.
Der ISO-3166-Landescode „CS“ war bis 1993 der Tschechoslowakei zugeordnet. Da der zweite Teil der Norm erst seit 1998 existiert, besteht bei zweiteiligen Codes keine Verwechslungsgefahr. Nach der Unabhängigkeit Montenegros im Juni 2006 erhielt dieses im April 2007 den Code „ME“ und Serbien den Code „RS“.

## Kodierliste
| Republik (republika)                   | Ehemalige Codes                      | Heutiger Code |
| -------------------------------------- | ------------------------------------ | ------------- |
| Montenegro (Crna Gora)                 | YU-CG (1998–2003), CS-CG (2003–2007) | ME            |
| Serbien (Srbija)                       | YU-SR (1998–2003), CS-SR (2003–2007) | RS            |
| Autonome Provinz (autonomna pokrajina) | Ehemalige Codes                      | Heutiger Code |
| Kosovo (Kosovo-Metohija)               | YU-KM (1998–2003), CS-KM (2003–2007) | RS-KM         |
| Vojvodina                              | YU-VO (1998–2003), CS-VO (2003–2007) | RS-VO         |